# Ernest Adolf Spiegel
Ernest Adolf Spiegel (* 24. Juli 1895 in Wien; † 1985) war ein aus Österreich stammender US-amerikanischer Neurologe.

## Leben
Spiegel war der Sohn eines Arztes und studierte Medizin an der Universität Wien, was er 1918 mit der Promotion abschloss. Danach war er Assistent bei  Heinrich Obersteiner am Neurologischen Institut und später unter dessen Nachfolger Otto Marburg. Außerdem arbeitete er bei Johann Paul Karplus an der Poliklinik. 1924 habilitierte er sich und wurde Privatdozent. Durch einen seiner amerikanischen Studenten wurde er an die Temple University Medical School in Philadelphia empfohlen, wo er 1930 Professor für experimentelle und angewandte Neurologie wurde. Ein Grund für seine Emigration war der zunehmende Antisemitismus in Österreich. Er leitete dort die neu geschaffene Abteilung experimentelle Neurologie und wurde 1967 emeritiert. Nach seiner Emeritierung wurde er Forschungsdirektor an der National Parkinson Foundation in Miami.
In einer Arbeit in Science von 1947 führte er mit dem Chirurgen Henry T. Wycis, der bei ihm studiert hatte, die Stereotaktische Hirnoperation ein. Der erste Patient, über dessen Operation sie berichteten, hatte Chorea Huntington (sie machten Läsionen mit Alkoholinjektionen im Globus pallidus und im Thalamus). Bei Tieren war stereotaktische Chirurgie schon von Victor Horsley und Robert H. Clarke Anfang des 20. Jahrhunderts eingeführt worden. Spiegels dazu bis 1948 entwickeltes Gerät ist eine Weiterentwicklung des Horsley-Clarkeschen Apparats.
Im Jahr 1964 erhielt er die Otfrid-Foerster-Medaille. Er war 1938 Gründer der Zeitschrift Confinia Neurologica und danach deren Herausgeber. 1968 war er Gründungspräsident der International Society for Stereoencephalotomy. Er war Ehrendoktor der Universität Wien.
Seine Frau Mona Spiegel-Adolf war promovierte Kolloid-Chemikerin.

## Schriften
- mit H. T. Wycis, M. Marks, A. J. Lee: Stereotaxic Apparatus for Operations on the Human Brain, Science, Band 106, 1947, S. 349–350, PMID 17777432
- Die Zentren des autonomen Nervensystems : (Anatomie, Physiologie und topische Diagnostik), Springer 1928
- Experimentelle Neurologie; Physiologie und Pathologie des Nervensystems, Berlin: Karger 1928
- mit Ignaz Sommer: Ophthalmo- und Oto-Neurologie; ein Lehrbuch für Studierende und Ärzte, Springer 1931
  - Englische Ausgabe: Neurology of the eye, ear, nose, and throat, Grune & Stratton 1944
- mit Henry T. Wycis, H. Freed und A. J. Lee: Stereoencephalotomie. In: Proc. Soc. Exper. Biol. & Med. Band 69, 1948, S. 175–177.
- mit Henry Wycis: Stereoencephalotomy; thalamotomy and related procedures, Grune & Stratton, 2 Bände, 1952, 1962
- mit Philip Gildenberg: Guided brain operations : methodological and clinical developments in stereotactic surgery : contributions to the physiology of subcortical structures, Karger 1982.